# Ceriani (cognome)
Ceriani è un cognome di lingua italiana.

## Varianti
Ceriano.

## Origine e diffusione
Cognome tipicamente settentrionale, è presente prevalentemente in milanese.
Potrebbe derivare dal toponimo Ceriano Laghetto o dal nome latino Caerellius.

## Persone
- Luigi Ceriani (1894-1969) – imprenditore e scacchista italiano
- Marco Ceriani (1906-1995) – presbitero e storico italiano della Chiesa cattolica di Rito ambrosiano
- Mario Ceriani (1914-...) – calciatore italiano, di ruolo attaccante